# Ferragosto
Ferragosto – włoskie święto, obchodzone 15 sierpnia, które zbiega się ze świętem katolickim l'Assunzione della Beata Vergine, czyli  świętem Wniebowzięcia Najświętszej Maryi Panny. 

## Historia
Ferragosto, łac. Fériæ Augústi, Wakacje Augusta, było świętem pogańskim obchodzonym na zakończenie zbiorów, początkowo we wrześniu, a przez cesarza Augusta przeniesione na sierpień, który nosi jego imię.

## Obchody
Włosi obchodzą to święto, najczęściej wyjeżdżając poza miasto. W tym dniu popularnym miejscem zabaw są plaże, gdzie ludzie oblewają się wodą. Wieczorem można podziwiać oświetlone barki oraz fajerwerki. Młodzi ludzie bawią się w barach i pubach, które są otwarte do późnych godzin nocnych.